# 日向前田駅
日向前田駅（ひゅうがまえだえき）は、宮崎県都城市高崎町前田にある、九州旅客鉄道（JR九州）吉都線の駅である。

## 歴史
- 1947年（昭和22年）3月1日：開業[1]。
- 1962年（昭和37年）9月20日：小口扱い貨物の取扱を廃止[2]。
- 1971年（昭和46年）2月20日：荷物扱い廃止[3]。駅員無配置駅となる[4]。
- 1978年（昭和53年）3月：鉄骨平屋建ての駅舎に改築[5][6]。
- 1987年（昭和62年）4月1日：国鉄分割民営化により、九州旅客鉄道の駅となる[7]。

## 駅構造
単式ホーム1面1線を有する地上駅。駅舎はなく、ホームに待合所があるだけの無人駅である。

## 利用状況
2015年（平成27年）度の1日平均乗車人員は11人である。
近年の1日平均乗車人員は以下の通り。
| 年度   | 1日平均 乗車人員 |
| ------ | ---------------- |
| 1996年 | 44               |
| 1997年 | 46               |
| 1998年 | 42               |
| 1999年 | 43               |
| 2000年 | 47               |
| 2001年 | 39               |
| 2002年 | 40               |
| 2003年 | 37               |
| 2004年 | 37               |
| 2005年 | 35               |
| 2006年 | 31               |
| 2007年 | 26               |
| 2008年 | 20               |
| 2009年 | 22               |
| 2010年 | 17               |
| 2011年 | 21               |
| 2012年 | 21               |
| 2013年 | 17               |
| 2014年 | 12               |
| 2015年 | 11               |

## 駅周辺
- 都城市立高崎麓小学校
- 前田郵便局
- 宮崎自動車道 日向高崎PA
- 国道221号
- 宮崎交通「前田駅」停留所

## 隣の駅
九州旅客鉄道（JR九州）
■吉都線
高原駅 - 日向前田駅 - 高崎新田駅